# Н'якособа
Н'якособа (англ. Nyakosoba) — одна з місцевих громад, що розташована в районі Масеру, Лесото. Населення місцевої громади у 2006 році становило 10 893 особи.